# Borgo San Giovanni (Insel)
Die Insel Borgo San Giovanni gehört zu Chioggia und schließt die Lagune von Venedig nach Süden gegen die Adria ab. Dabei bilden die Lagune, das offene Meer und der Brenta im Süden die Grenzen der etwa dreieckigen, 2,36 km² großen Insel. Im Nordteil von Borgo San Giovanni liegt die Stadt Sottomarina, bekannt als Badeort, im Westen Brondolo.

## Geschichte
Bis zur Umleitung des Brenta, der ursprünglich in die Lagune mündete, war die Insel eine Halbinsel. In der Spätantike hieß sie Clodia minor, im Frühmittelalter vertrat ein Tribun die byzantinische Macht. Auf Clodia minor befand sich spätestens 724 das Kloster Brondolo. 856 empfingen die Dogen Petrus und sein Sohn Johannes Tradonicus König Ludwig II. in diesem Kloster. Dabei erkannte der König den Vertrag seines Vaters mit Venedig an. In einer Urkunde Karls III. wird Brondolo im Jahr 880 ausdrücklich als Teil Venedigs anerkannt.
1229 wurde das Kloster dem Zisterzienserorden übergeben, doch wurde es 1379 von den Genuesen, die den Süden der Lagune im Rahmen des Chioggia-Kriegs besetzt hatten, völlig zerstört. Nach Ende des Krieges wurde an Stelle des Klosters eine Befestigungsanlage errichtet. Die Mönche mussten 1409 auf die Insel Santo Spirito umziehen.
Die Insel blieb bis ins 17. Jahrhundert unbewohnt, als sie zunehmend Teil der Befestigungsanlagen rund um die Lagune wurde, insbesondere der 1744 bis 1782 errichteten Murazzi. 
Vom 2. bis 4. Juni 1849 kam es während des venezianischen Aufstands gegen die österreichische Herrschaft zu schweren Kämpfen um die Insel. Die österreichische Flotte musste sich angesichts des Widerstands der fünf Festungen im Raum Chioggia zurückziehen. Im Juli konnten die Chioggioten die Österreicher so weit zurückdrängen, dass sie vier Tage lang Lebensmittel beschaffen konnten, um die belagerte Stadt zu versorgen.